# Reuters

Logo bis 2008

Logo bis 2024

Gründungshaus in Aachen, Pontstraße 117, mit Gedenktafel, worauf steht: „Paul Julius Reuter, 1816–1899, Gründer der Nachrichtenagentur Reuter, ließ im Jahre 1850 durch Brieftauben auf das Dach dieses Hauses Nachrichten aus Brüssel tragen. Damit begann er sein Lebenswerk im Dienste des Nachrichtenverkehrs der Welt.“

Reuters ist eine internationale Nachrichtenagentur mit Sitz in London und eine der weltweit größten ihrer Art. Seit 2008 ist sie Bestandteil von Thomson Reuters.

## Geschichte
In der Zeit nach den Revolutionen 1848/1849 gründete der Bankkaufmann Paul Julius Reuter ein Nachrichtenbüro in Aachen. Von dort aus übermittelte er, schneller als mit Kutschen oder Postzügen, mit Brieftauben Aktiendaten nach Brüssel. Als zwischen den beiden Städten eine Telegrafenverbindung eingerichtet wurde, stellte er den „Flugdienst“ ein. 1851 emigrierte Reuter nach London und gründete ein Unternehmen, um über das Seekabel zwischen Dover und Calais Börsenkurse nach Paris zu übermitteln.
1865 ließ er sein bis dahin privates Unternehmen als „Reuter's Telegram Company Limited“ eintragen.
Von 1870 bis 1934 war Reuters zusammen mit der französischen Agence France-Presse (AFP), dem deutschen Wolffs Telegraphisches Bureau (W.T.B.) und später auch der US-amerikanischen Agentur Associated Press Teil des Wolff-Reuter-Havas-Nachrichtenkartells. Inhalt der Kartellverträge, die de facto ein weltweites Monopol zum Sammeln und Verbreiten von Informationen bedeuteten, war eine detaillierte globale Marktaufteilung. Gemäß dem Kartellvertrag zog Reuters sich 1870 aus dem deutschen Nachrichtenmarkt zurück.

### 21. Jahrhundert
Der Aktienkurs von Reuters stieg während der Dotcom-Blase und fiel nach deren Platzen. Im Jahr 2002 stammten die meisten Nachrichten weltweit von drei großen Agenturen: Associated Press, Reuters und Agence France-Presse.
Im Mai 2007 wurde bekannt gegeben, dass The Thomson Corporation Reuters Group plc. für umgerechnet 12,9 Mrd. Euro übernehmen wird. Am 17. April 2008 entstand durch die Übernahme der Medienkonzern Thomson Reuters mit Hauptsitz in Toronto, Kanada.
Im Jahr 2009 zog sich Thomson Reuters von der London Stock Exchange und der NASDAQ zurück und notierte seine Aktien stattdessen an der Toronto Stock Exchange (TSX) und der New York Stock Exchange (NYSE). Thomson Reuters liefert Kunden Finanzinformationen und führt ihr traditionelles Nachrichtenagenturgeschäft weiter. Im Jahr 2012 ernannte Thomson Reuters Jim Smith zum CEO. Im Juli 2016 stimmte Thomson Reuters dem Verkauf seines geistigen Eigentums und seines Wissenschaftsbetriebs für 3,55 Milliarden US-Dollar an Private-Equity-Unternehmen. Im Oktober 2016 kündigte Thomson Reuters Expansionen und Umzüge nach Toronto an. Im Rahmen von Kürzungen und Umstrukturierungen baute Thomson Reuters Corp. im November 2016 weltweit 2.000 seiner schätzungsweise 50.000 Mitarbeiter ab. Am 15. März 2020 wurde Steve Hasker zum Präsidenten und CEO ernannt.
Im April 2021 kündigte Reuters an, seine Website hinter eine Paywall zu stellen, nachdem Konkurrenten dasselbe getan hatten. Im März 2024 unterzeichnete Gannett, der größte Zeitungsverlag der USA, mit Reuters eine Vereinbarung zur Nutzung der weltweiten Inhalte des Nachrichtendienstes, nachdem Gannetts Vertrag mit der Associated Press beendet worden war. Im Jahr 2024 gewannen Reuters-Mitarbeiter den Pulitzer-Preis für nationale Berichterstattung für ihre Arbeit über Elon Musk und Fehlverhalten in seinen Unternehmen, darunter SpaceX, Tesla, Inc. und Neuralink sowie den Pulitzer-Preis für aktuelle Nachrichtenfotografie für die Berichterstattung über den Krieg zwischen Israel und Hamas.
Seit dem Amtsantritt der Zweiten Regierung Trump am 20. Januar 2025 attackiert die Regierung unabhängige Medien in den USA. Es begann mit einer Falschbehauptung gegen Politico. Die Nachrichtenagentur Associated Press (AP) wird zu Presseterminen im Weißen Haus nicht mehr zugelassen, weil sie sich weigert, den Golf von Mexiko Golf von Amerika zu nennen, was Trump per Dekret die Behörden angewiesen hatte.
Elon Musk diskreditierte Reuters im Februar 2025: Er behauptete auf seiner Plattform X, Reuters würde von der US-Regierung mit Millionen von US-Dollar überschüttet und nutze diese, um „gesellschaftliche Täuschung in großem Umfang“ zu betreiben. Dazu erklärte CEO Steve Rubley: „Das Cyberunternehmen Thomson Reuters Special Services (TRSS) ist eigenständig, hat mit der Agentur Reuters nichts zu tun, hat einen eigenen Vorstand und unterstützt seit Jahrzehnten US-Behörden mit Software und Informationsdiensten, die bei der Identifizierung und Verhinderung von Betrug helfen, die öffentliche Sicherheit fördern und die Justiz voranbringen.“ Das US-Verteidigungsministerium hatte den Vertrag mit TRSS 2018 abgeschlossen, also während Trumps erster Regierungsperiode. Trump diffamierte Reuters auf seiner eigenen Plattform Truth Social als „radikal links“ und forderte Reuters auf, das Geld zurückzuzahlen.

## Unternehmensprofil
Reuters hatte die folgenden fünf Geschäftsbereiche:
- Institutional Sales & Trading
- Asset Management & Research
- Trade & Risk Management
- Enterprise
- Media

Mit Börsen- und Wirtschaftsinformationen wurden 90 % des Umsatzes erwirtschaftet.
Reuters belieferte Fernsehsender auch mit Bildern und Tönen zum aktuellen Weltgeschehen. Auf eigenen verschlüsselten Satelliten-Kanälen wurde Material zu den Themen Politik, Sport und Entertainment verbreitet. Reuters verfügte über ein weltweites Netz von Video-Reportern und Partnern, so dass die Bilder in kürzester Zeit ausgestrahlt werden konnten.
1994 erwarb Reuters von der Citicorp die Quotron Systems Inc., welche System und Screens für Börseninformationen bereitstellte. Von 1994 bis 2002 betrieb Reuters zudem den Wirtschaftssender Reuters Financial Television, dessen Programm in London, Tokio und New York City produziert wurde.
Anfang August 2006 wurde bekannt, dass die Agentur Reuters ihre jahrelange Zusammenarbeit mit dem libanesischen Fotografen Adnan Hajj beendet hatte, weil dieser Bilder, mit denen israelische Angriffe auf den Libanon dokumentiert werden sollten, durch Einfügen zusätzlicher Bildelemente (Rauchschwaden, von einem israelischen Flugzeug ausgestoßene Infrarot-Täuschkörper) manipuliert hatte. Reuters zog 920 Fotos dieses Fotografen aus ihrer Datenbank zurück.
Reuters war an der Börse von London im FTSE und an der NASDAQ in New York notiert (LSE: RTR, NASDAQ: RTRSY).
Mit Wirkung vom 7. Januar 2021 werden die Nutzer der regionalen Internetauftritte von Reuters.com – etwa de.reuters.com in deutscher Sprache, fr.reuters.com in französischer Sprache, it.reuters.com in italienischer Sprache sowie es.reuters.com und reuters.mx in spanischer Sprache – auf den rein englischsprachigen Internetauftritt umgeleitet. Thomson Reuters reduziert damit seine frei zugängliche, internationale Berichterstattung auf die englischsprachige und rein japanische Berichterstattung.

## Tochtergesellschaften
Die Lipper, Inc., ein Anbieter von Fondsinformationen und -analysetools, ist eine Tochtergesellschaft von Reuters.

## Konkurrenten
Hauptkonkurrenten im Bereich Nachrichtenagentur sind international Bloomberg, Associated Press, Agence France-Presse und Getty. Ein wichtiger Konkurrent in Deutschland ist auch die Deutsche Presse-Agentur.